# Descomposición en valores singulares

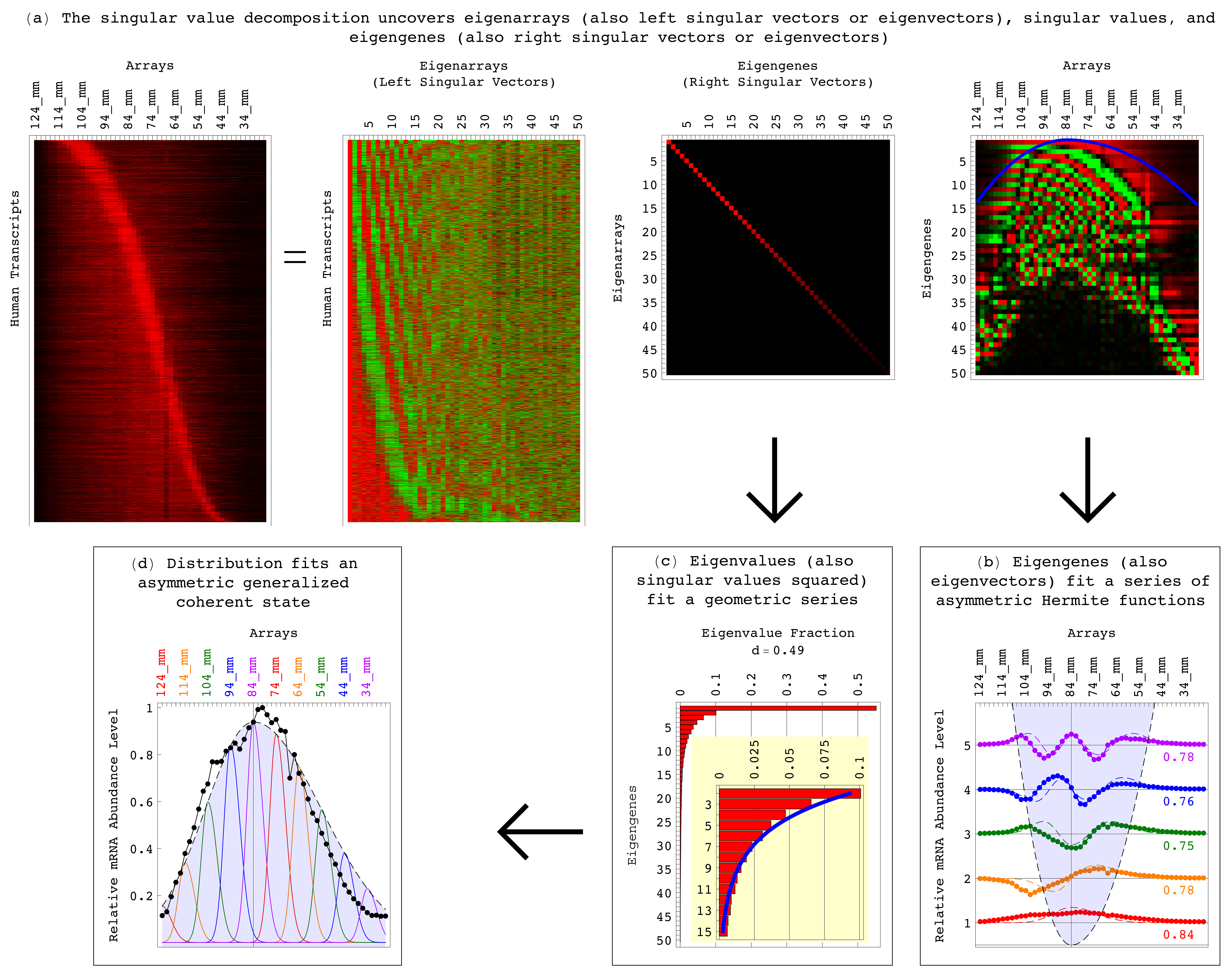
Una imagen que explica brevemente el tema

En álgebra lineal, la descomposición en valores singulares (o DVS) de una matriz real o compleja es una factorización de la misma con muchas aplicaciones en estadística y otras disciplinas.

## Definiciones previas
Dada una matriz real {\displaystyle A\in {\mathcal {M}}_{m\times n}(\mathbb {R} )}, los valores propios de la matriz cuadrada, simétrica y semidefinida positiva {\displaystyle A^{t}A\in {\mathcal {M}}_{n}(\mathbb {R} )} son siempre reales y mayores o iguales a cero. Teniendo en cuenta el producto escalar estándar vemos que:
{\displaystyle (A^{t}A)^{t}=A^{t}(A^{t})^{t}=A^{t}A}, o sea que es simétrica.
{\displaystyle \langle x,A^{t}Ax\rangle =x^{t}A^{t}Ax=(Ax)^{t}Ax=\|Ax\|^{2}\geq 0}, es decir {\displaystyle A^{T}A} es semidefinida positiva.

Por ser {\displaystyle A^{t}A} una matriz real simétrica, todos sus valores propios son reales —en particular, como es semidefinida positiva, son todos mayores o iguales a cero—. Ver demostración.

### Definición
Sean {\displaystyle \lambda _{1}\geq \lambda _{2}\geq \cdots \geq \lambda _{n}\geq 0} los valores propios de la matriz {\displaystyle A^{t}A} ordenados de mayor a menor. Entonces {\displaystyle \sigma _{i}:={\sqrt {\lambda _{i}}}} es el {\displaystyle i}-ésimo valor singular de la matriz {\displaystyle A}. 

#### Teorema
Sea {\displaystyle A\in {\mathcal {M}}_{m\times n}(\mathbb {R} )} y {\displaystyle \lambda _{1}\geq \cdots \geq \lambda _{r}>\lambda _{r+1}=\cdots =\lambda _{n}=0} los valores propios de {\displaystyle A^{t}A}. Es decir, los primeros {\displaystyle r} valores propios no nulos, ordenados de manera decreciente, y los {\displaystyle n-r} valores propios nulos. 
Sea {\displaystyle (v_{1},\ldots ,v_{n})} una base ortonormal de {\displaystyle \mathbb {R} ^{n}\,} formada por valores propios de {\displaystyle A^{T}A} —que existe por el  teorema espectral—. Entonces:
1. Los vectores {\displaystyle Av_{1},\ldots ,Av_{r}} son ortogonales dos a dos y {\displaystyle \|Av_{i}\|={\sqrt {\lambda _{i}}}=\sigma _{i}}.
2. {\displaystyle {\big (}{\tfrac {1}{\sigma _{1}}}Av_{1},\ldots ,{\tfrac {1}{\sigma _{r}}}Av_{r}{\big )}} es una base ortonormal del subespacio fundamental {\displaystyle \operatorname {Col} (A)}.
3. {\displaystyle (v_{r+1},\ldots ,v_{n})} es una base ortonormal del subespacio fundamental {\displaystyle \operatorname {Nul} (A)}.
4. {\displaystyle \operatorname {rg} (A)=r} es decir, el rango de la matriz {\displaystyle A} coincide con la cantidad de valores singulares no nulos.

#### Demostración
1. {\displaystyle \langle Av_{i},Av_{j}\rangle =v_{i}^{t}A^{t}Av_{j}=\lambda _{j}v_{i}^{t}v_{j}={\begin{cases}\lambda _{j}&i=j\\0&i\neq j\end{cases}}}. Teniendo en cuenta este resultado, {\displaystyle \|Av_{i}\|={\sqrt {\langle Av_{i},Av_{i}\rangle }}={\sqrt {\lambda _{i}}}=\sigma _{i}}.
2. Como la familia de vectores {\displaystyle (v_{i})_{1\leq i\leq r}} es ortonormal —en particular, linealmente independiente—, los productos {\displaystyle Av_{i}} son combinaciones lineales de las columnas de {\displaystyle A}, por lo que el subespacio generado por estos productos está contenido en {\displaystyle \operatorname {Col} (A)}. Además, los vectores {\displaystyle Av_{1},\ldots ,Av_{r}} son ortogonales dos a dos —en particular, linealmente independientes—, por lo tanto deducimos que {\displaystyle \dim {\big (}{\big \langle }{\tfrac {1}{\sigma _{1}}}Av_{1},\ldots ,{\tfrac {1}{\sigma _{r}}}Av_{r}{\big \rangle }{\big )}=r=\dim(\operatorname {Col} (A))}, de donde {\displaystyle \operatorname {Col} (A)={\big \langle }{\tfrac {1}{\sigma _{1}}}Av_{1},\ldots ,{\tfrac {1}{\sigma _{r}}}Av_{r}{\big \rangle }}. Así, teniendo en cuenta lo demostrado en el punto anterior, {\displaystyle {\big (}{\tfrac {1}{\sigma _{1}}}Av_{1},\ldots ,{\tfrac {1}{\sigma _{r}}}Av_{r}{\big )}} es una base ortonormal de {\displaystyle \operatorname {Col} (A)}.
3. Es claro que si la familia de vectores {\displaystyle (v_{i})_{r<i\leq n}}, está asociada a valores propios nulos, teniendo en cuenta lo visto en el punto 1 y también sabiendo que {\displaystyle \operatorname {Nul} (A)=\operatorname {Nul} (A^{t}A)} —demostración en el último punto de esta lista de propiedades— se ve que {\displaystyle (v_{r+1},\ldots ,v_{n})} es una base ortonormal de {\displaystyle \operatorname {Nul} (A)}
4. Mirando la dimensión del subespacio hallado en el punto 2 de esta demostración, es claro que {\displaystyle \operatorname {rg} (A)=r}.

## Descomposición en valores singulares de una matriz
Una DVS de {\displaystyle A\in {\mathcal {M}}_{m\times n}(\mathbb {R} )} es una factorización del tipo {\displaystyle A=U\Sigma V^{t}} con {\displaystyle U\in {\mathcal {M}}_{m}(\mathbb {R} )} y {\displaystyle V\in {\mathcal {M}}_{n}(\mathbb {R} )} ortogonales y {\displaystyle \Sigma \in {\mathcal {M}}_{m\times n}(\mathbb {R} )} una matriz formada por los valores singulares de {\displaystyle A} en su diagonal principal ordenados de mayor a menor, y ceros en el resto de entradas.

#### Teorema
Toda matriz {\displaystyle A\in {\mathcal {M}}_{m\times n}(\mathbb {R} )} admite una DVS.

### Demostración
Sean {\displaystyle \lambda _{1}\geq \cdots \geq \lambda _{r}>\lambda _{r+1}=\cdots =\lambda _{n}=0} los valores propios de {\displaystyle A^{t}A\in {\mathcal {M}}_{n}(\mathbb {R} )} ordenados de esta manera. Sea {\displaystyle (v_{1},\ldots ,v_{n})} una base ortonormal de {\displaystyle \mathbb {R} ^{n}} formada por vectores propios de {\displaystyle A^{t}A}, cada uno asociado —en orden— a un valor propio. 

Recordemos que los vectores {\displaystyle Av_{1},\ldots ,Av_{n}} son ortogonales dos a dos, con {\displaystyle Av_{r+1}=\cdots =Av_{m}=0}. Si llamamos {\displaystyle u_{1}:={\frac {1}{\sigma _{1}}}Av_{1},\ldots ,u_{r}:={\frac {1}{\sigma _{r}}}Av_{r}}, vemos que:
- {\displaystyle u_{1},\ldots ,u_{r}} son ortonormales. Entonces, si {\displaystyle r<m}, podemos completar con vectores {\displaystyle u_{r+1},\ldots ,u_{m}} hasta formar una base ortonormal de {\displaystyle \mathbb {R} ^{m}}

- {\displaystyle \left\{{\begin{array}{c}Av_{1}=\sigma _{1}u_{1}\\\vdots \\Av_{r}=\sigma _{r}u_{r}\\Av_{r+1}=0\\\vdots \\Av_{n}=0\end{array}}\right.}

- Reescribiendo este último sistema de ecuaciones de manera matricial con las matrices {\displaystyle V={\begin{pmatrix}|&&|\\v_{1}&\cdots &v_{n}\\|&&|\end{pmatrix}}\in {\mathcal {M}}_{n}(\mathbb {R} )} ortogonal y

{\displaystyle U\Sigma =\underbrace {\begin{pmatrix}|&&|\\u_{1}&\cdots &u_{m}\\|&&|\end{pmatrix}} _{U\in {\mathcal {M}}_{m}(\mathbb {R} ){\text{ ortogonal}}}\underbrace {\begin{pmatrix}\sigma _{1}&0&\cdots &0&0&\cdots &0\\0&\sigma _{2}&\cdots &0&0&\cdots &0\\\vdots &\vdots &\ddots &\vdots &\vdots &\ddots &\vdots \\0&0&\cdots &\sigma _{r}&0&\cdots &0\\0&0&\cdots &0&0&\cdots &0\\\vdots &\vdots &\ddots &\vdots &\vdots &\ddots &\vdots \\0&0&\cdots &0&0&\cdots &0\\\end{pmatrix}} _{\Sigma \in {\mathcal {M}}_{m\times n}(\mathbb {R} )}={\begin{pmatrix}|&&|&|&&|\\\sigma _{1}u_{1}&\cdots &\sigma _{r}u_{r}&0&\cdots &0\\|&&|&|&&|\end{pmatrix}}}

Claramente {\displaystyle AV=U\Sigma \,} y, finalmente, como {\displaystyle V} es una matriz ortogonal, {\displaystyle A=U\Sigma V^{t}}. Esta es la ecuación de una DVS de {\displaystyle A\,}. 
Viendo esta descomposición, es claro que la matriz {\displaystyle A} puede escribirse como combinación lineal de matrices de rango 1 tal que:

{\displaystyle A=\sum _{i=1}^{r}\sigma _{i}u_{i}v_{i}^{t}}

## Descomposición en valores singulares reducida (DVS reducida)
Este tipo de descomposición resulta de quedarse sólo con los {\displaystyle r} vectores propios unitarios asociados a los {\displaystyle r} valores singulares no nulos. Las matrices {\displaystyle U}, {\displaystyle V} y {\displaystyle \Sigma } entonces son:
{\displaystyle U_{r}={\begin{pmatrix}|&&|\\u_{1}&\cdots &u_{r}\\|&&|\end{pmatrix}}^{t}}
{\displaystyle V_{r}={\begin{pmatrix}|&&|\\v_{1}&\cdots &v_{r}\\|&&|\end{pmatrix}}^{t}}
{\displaystyle \Sigma _{r}=\operatorname {diag} (\sigma _{1},\ldots ,\sigma _{r})}
{\displaystyle A=U_{r}\Sigma _{r}V_{r}^{t}}

Observación: {\displaystyle \Sigma _{r}} es una matriz diagonal de tamaño {\displaystyle r\times r}.

## Propiedades
Las matrices a continuación denotadas con la letra {\displaystyle P}, son de proyección sobre el subespacio indicado. Las matrices denotadas con {\displaystyle \operatorname {Id} } son las identidades del orden denotado.
- {\displaystyle P_{\operatorname {Col} (A)}=U_{r}U_{r}^{t}}

- {\displaystyle P_{\operatorname {Nul} (A^{t})}={\operatorname {Id} _{m}}-U_{r}U_{r}^{t}=U_{m-r}U_{m-r}^{t}}

- {\displaystyle P_{\operatorname {Fil} (A)}=V_{r}V_{r}^{t}}

- {\displaystyle P_{\operatorname {Nul} (A)}={\operatorname {Id} _{n}}-V_{r}V_{r}^{t}=V_{n-r}V_{n-r}^{t}}

- {\displaystyle U_{r}^{t}U_{r}=U_{m-r}^{t}U_{m-r}=\operatorname {Id} _{m}}

- {\displaystyle V_{r}^{t}V_{r}=V_{n-r}^{t}V_{n-r}=\operatorname {Id} _{n}}

- {\displaystyle (u_{1},\ldots ,u_{r})} es una base ortonormal de {\displaystyle \operatorname {Col} (A)}

- {\displaystyle (u_{r+1},\ldots ,u_{m})} es una base ortonormal de {\displaystyle \operatorname {Nul} (A^{t})}

- {\displaystyle (v_{1},\ldots ,v_{r})} es una base ortonormal de {\displaystyle \operatorname {Fil} (A)}

- {\displaystyle (v_{r+1},\ldots ,v_{n})} es una base ortonormal de {\displaystyle \operatorname {Nul} (A)}

- {\displaystyle A=U\Sigma V^{t}} implica que {\displaystyle A^{t}=(U\Sigma V^{t})^{t}=V\Sigma ^{t}U^{t}}.

- {\displaystyle A^{t}A=V\Sigma ^{t}U^{t}U\Sigma V^{t}\Leftrightarrow A^{t}=V\Sigma ^{t}\Sigma V^{t}\Leftrightarrow A^{t}A=V_{r}\operatorname {diag} (\lambda _{1},\ldots ,\lambda _{r})V_{r}^{t}} —una diagonalización ortogonal de {\displaystyle A^{t}A}—.

- Las matrices simétricas {\displaystyle A^{t}A\in {\mathcal {M}}_{n}(\mathbb {R} )} y {\displaystyle AA^{t}\in {\mathcal {M}}_{m}(\mathbb {R} )} tienen los mismos valores propios no nulos y, por lo tanto, los valores singulares no nulos de la matriz {\displaystyle A} pueden calcularse usando cualquiera de estas dos. Además, todos los vectores del conjunto {\displaystyle \{u_{1},\ldots ,u_{r}\}} son vectores propios de {\displaystyle AA^{t}\in {\mathcal {M}}_{m}(\mathbb {R} )} y también, como ya se mencionó, {\displaystyle \operatorname {Nul} (A^{t})=\langle u_{r+1},\ldots ,u_{m}\rangle }. Esto es fácil de ver, teniendo en cuenta que

{\displaystyle \forall 1\leq i\leq r,\ Av_{i}=\sigma _{i}u_{i}\Leftrightarrow A\underbrace {A^{t}Av_{i}} _{\lambda _{i}v_{i}}=\sigma _{i}AA^{t}u_{i}\Leftrightarrow \lambda _{i}Av_{i}=\sigma _{i}^{2}\underbrace {Av_{i}} _{\sigma _{i}u_{i}}=\sigma _{i}\cdot AA^{t}u_{i}\Leftrightarrow AA^{t}u_{i}=\sigma _{i}^{2}u_{i}=\lambda _{i}u_{i}}
Este resultado es útil para facilitar el cálculo de valores singulares. Por ejemplo, dada {\displaystyle A\in {\mathcal {M}}_{2\times 8}(\mathbb {R} )}, entonces {\displaystyle A^{t}A\in {\mathcal {M}}_{8}(\mathbb {R} )} tiene un polinomio característico de grado 8 y {\displaystyle AA^{t}\in {\mathcal {M}}_{2}(\mathbb {R} )} tiene un polinomio característico de grado 2. Como los valores propios no nulos de ambas matrices coinciden, el cálculo de valores singulares de {\displaystyle A} se hace más sencillo.

## Aplicaciones

### Pseudoinversa
Para una matriz no cuadrada {\displaystyle A} descompuesta en valores singulares {\displaystyle A=U\Sigma V^{t}}, su pseudoinversa es
{\displaystyle A^{+}:=V\Sigma ^{+}U^{t}}
donde {\displaystyle \Sigma ^{+}} es la pseudoinversa de {\displaystyle \Sigma }, que siendo una matriz diagonal se computa reemplazando todos los valores no nulos de la diagonal por sus recíprocos, y luego trasponiendo.
La pseudoinversa es un camino para resolver cuadrados mínimos lineales.

### Solución de norma mínima
La pseudoinversa obtenida mediante la DVS permite hallar {\displaystyle x} que minimiza la norma {\displaystyle \|Ax-b\|}. La solución esː
{\displaystyle x_{\text{min}}=A^{+}b=V\Sigma ^{+}U^{t}b}
Se aplica para aproximar la solución del sistema de ecuaciones indeterminado {\displaystyle \|Ax-b\|}.

### Solución de ecuaciones lineales homogéneas
Un conjunto de ecuaciones lineales homogéneas se puede escribir en la forma {\displaystyle Ax=0} para una matriz {\displaystyle A} y un vector {\displaystyle x}. Una situación típica consiste hallar {\displaystyle x} no nulo, conociendo {\displaystyle A}. Las soluciones son todos los vectores singulares cuyo valor singular es cero, y toda combinación lineal entre ellos. Si {\displaystyle A} no tiene ningún valor singular cero, entonces no hay solución aparte de {\displaystyle x=0}.

### Minimización de cuadrados mínimos totales
El problema de minimización por cuadrados mínimos totales consiste en hallar {\displaystyle x} que minimiza la norma {\displaystyle \|Ax\|} bajo la condición {\displaystyle \|x\|=1}:
{\displaystyle \min _{\|x\|=1}\|Ax\|}.
La solución es el vector singular correspondiente al mínimo valor singular no cero.

## Ejemplos de cálculo de DVS

### Ejemplo 1
Si {\displaystyle A={\begin{pmatrix}0&0\\0&9\\3&0\end{pmatrix}}}, entonces {\displaystyle A^{t}A={\begin{pmatrix}9&0\\0&81\end{pmatrix}}}, cuyos autovalores son {\displaystyle \lambda _{1}=81} y {\displaystyle \lambda _{2}=9} asociados a los autovectores {\displaystyle v_{1}=(0,1)} y {\displaystyle v_{2}=(1,0)}. Ya que la matriz es simétrica, estos vectores son ortogonales (ver diagonalización de matrices Hermíticas).
Entonces, los valores singulares de {\displaystyle A} son {\displaystyle \sigma _{1}={\sqrt {81}}=9} y {\displaystyle \sigma _{2}={\sqrt {9}}=3}. Observamos que, efectivamente, la cantidad de valores singulares no nulos coincide con el rango de la matriz. 

Ahora buscamos los vectores {\displaystyle u_{1},u_{2},u_{3}\in \mathbb {R} ^{3}} que deberán cumplir 
{\displaystyle \left\{{\begin{array}{c}Av_{1}=\sigma _{1}u_{1}\\Av_{2}=\sigma _{2}u_{2}\\Av_{3}=0\end{array}}\right.}

Esto es {\displaystyle u_{1}={\frac {1}{\sigma _{1}}}Av_{1}={\frac {1}{9}}(0,9,0)=(0,1,0)} y {\displaystyle u_{2}={\frac {1}{\sigma _{2}}}Av_{2}={\frac {1}{3}}(0,0,3)=(0,0,1)}. 
Entonces completamos a una base ortonormal de {\displaystyle \mathbb {R} ^{3}}, {\displaystyle ((0,1,0),(0,0,1),(1,0,0))}. 

Nuestras matrices ortogonales son:
{\displaystyle U={\begin{pmatrix}0&0&1\\1&0&0\\0&1&0\end{pmatrix}}} y {\displaystyle V={\begin{pmatrix}0&1\\1&0\end{pmatrix}}}

Y la matriz compuesta por los valores singulares ordenados:
{\displaystyle \Sigma ={\begin{pmatrix}9&0\\0&3\\0&0\end{pmatrix}}}

Por lo tanto la DVS de {\displaystyle A\,} es: 
{\displaystyle A={\begin{pmatrix}0&0&1\\1&0&0\\0&1&0\end{pmatrix}}{\begin{pmatrix}9&0\\0&3\\0&0\end{pmatrix}}{\begin{pmatrix}0&1\\1&0\end{pmatrix}}=9{\begin{pmatrix}0\\1\\0\end{pmatrix}}{\begin{pmatrix}0&1\end{pmatrix}}+3{\begin{pmatrix}0\\0\\1\end{pmatrix}}{\begin{pmatrix}1&0\end{pmatrix}}={\begin{pmatrix}0&0\\0&9\\3&0\end{pmatrix}}}. 
Y la DVS reducida es 
{\displaystyle A={\begin{pmatrix}0&0\\1&0\\0&1\end{pmatrix}}{\begin{pmatrix}9&0\\0&3\end{pmatrix}}{\begin{pmatrix}0&1\\1&0\end{pmatrix}}}

Observación: No siempre ocurre que {\displaystyle V=V^{t}} como en este caso.

### Ejemplo 2
Sea {\displaystyle B={\begin{pmatrix}0&0&1\\0&0&1\end{pmatrix}}}. Entonces, para hacer más sencillo el proceso, calculamos {\displaystyle BB^{t}={\begin{pmatrix}1&1\\1&1\end{pmatrix}}} que tiene un polinomio característico de grado 2. Los autovalores son {\displaystyle \lambda _{1}=2} y {\displaystyle \lambda _{2}=0} asociados a los autovectores de norma unitaria {\displaystyle u_{1}={\frac {1}{\sqrt {2}}}(1,1)} y {\displaystyle u_{2}={\frac {1}{\sqrt {2}}}(-1,1)}. Nuestro único valor singular no nulo es {\displaystyle \sigma _{1}={\sqrt {2}}}.
Observaciones: 
- Es claro que {\displaystyle \operatorname {rg} (B)=1} coincide con la cantidad de valores singulares no nulos de la matriz y además {\displaystyle \operatorname {Col} (B)=\left\langle {\frac {1}{\sqrt {2}}}(1,1)\right\rangle }.
- Sabemos que {\displaystyle B^{t}B\in {\mathcal {M}}_{3}(\mathbb {R} )} tiene un polinomio característico de grado 3. Sus raíces son {\displaystyle \lambda _{1}=2}, {\displaystyle \lambda _{2}=\lambda _{3}=0}. Veámoslo:

{\displaystyle B^{t}B={\begin{pmatrix}0&0&0\\0&0&0\\0&0&2\end{pmatrix}}\Longrightarrow p_{B^{t}B}(x)=\det({x\operatorname {Id} _{3}}-B^{t}B)=x^{2}(x-2)}.

Ahora, sabemos que {\displaystyle Bv_{i}=\sigma _{i}u_{i}\Leftrightarrow B^{t}Bv_{i}=\sigma _{i}^{2}v_{i}=\sigma _{i}B^{t}u_{i}}, es decir {\displaystyle B^{t}u_{i}=\sigma _{i}v_{i}\Leftrightarrow v_{i}={\frac {1}{\sigma _{i}}}B^{t}u_{i}}. Entonces, resulta del único valor singular no nulo: {\displaystyle v_{1}={\frac {1}{2}}(0,0,2)=(0,0,1)}. 
Ahora, completamos a una base ortonormal de {\displaystyle \mathbb {R} ^{3}}, {\displaystyle ((0,0,1),(1,0,0),(0,1,0))}. En este ejemplo, nuestras matrices ortogonales son:
{\displaystyle U={\frac {1}{\sqrt {2}}}{\begin{pmatrix}1&-1\\1&1\end{pmatrix}}} y {\displaystyle V={\begin{pmatrix}0&1&0\\0&0&1\\1&0&0\end{pmatrix}}}.

{\displaystyle \Sigma ={\begin{pmatrix}{\sqrt {2}}&0&0\\0&0&0\end{pmatrix}}}.
Y la DVS resulta entonces
{\displaystyle B={\frac {1}{\sqrt {2}}}{\begin{pmatrix}1&-1\\1&1\end{pmatrix}}{\begin{pmatrix}{\sqrt {2}}&0&0\\0&0&0\end{pmatrix}}{\begin{pmatrix}0&0&1\\1&0&0\\0&1&0\end{pmatrix}}={\begin{pmatrix}1\\1\end{pmatrix}}{\begin{pmatrix}0&0&1\end{pmatrix}}={\begin{pmatrix}0&0&1\\0&0&1\end{pmatrix}}}.

Nota: la DVS reducida se muestra en la segunda igualdad de la ecuación anterior.